# Daniel Gustavsson (fotbollsspelare)
Daniel Gustavsson, född 29 augusti 1990 i Kungsör, är en svensk före detta fotbollsspelare. 

## Klubbkarriär
Gustavsson kom överens om ett kontrakt med AIK under sommaren 2008 men blev spelklar först 2009. På grund av sin låga ålder kunde Gustavsson att spela matcher för AIK:s dåvarande farmarklubb Väsby United som spelade i superettan. Under sommaren 2009 lånades Gustavsson ut till Väsby United för resten av säsongen. Under säsongen i Väsby United stod Gustavsson för 15 framträdanden, och gjorde ett mål. Under 2010 gjorde Gustavsson 16 matcher för Väsby United, och gjorde två mål.
Gustavsson gjorde sin debut för AIK den 29 augusti 2009, när han blev byttes in i slutminuterna av matchen mot Trelleborgs FF. Han gjorde sedan ytterligare 7 stycken inhopp för AIK under säsongen 2010, och svarade för en assist. Under säsongen 2011 fick Gustavsson mer förtroende och fick spela 16 matcher, varav 10 från start. Han gjorde under säsongen en assist. 
Den 20 maj 2012 gjorde Gustavsson sitt första mål för klubben när han i den artonde minuten gjorde mål på IFK Norrköping. Senare i matchen gjorde han även sitt andra mål.
I juli 2013 vart det klart att AIK lånar ut Gustavsson till Örebro SK för resten av säsongen.
Den 11 augusti 2016 blev det klart att Daniel Gustavsson skrev på för IF Elfsborg. Den 14 januari 2019 värvades Gustavsson av norska Lillestrøm, där han skrev på ett treårskontrakt.
I januari 2022 blev Gustavsson klar för en återkomst i Örebro SK, där han skrev på ett tvåårskontrakt med option på ytterligare ett år. I december 2022 meddelade Gustavsson att han avslutade sin fotbollskarriär.